# Edom
Edom (hebreu: אֱדוֹם‎) o Idumea (grec antic: Ἰδουμαία; llatí: Idūmaea) fou una regió de Judea, situada al sud d'Hebron i fins a la mar Morta a l'est. Va formar el regne d'Edom des d'aproximadament el segle XI aC fins al segle iii aC. Edom fou anomenat Udumi o Udumu pels assiris. Eusebi i Sant Jeroni donen a les muntanyes el nom de Mont Seir i el suposen el lloc on va viure Esaú i els seus descendents.

## Història

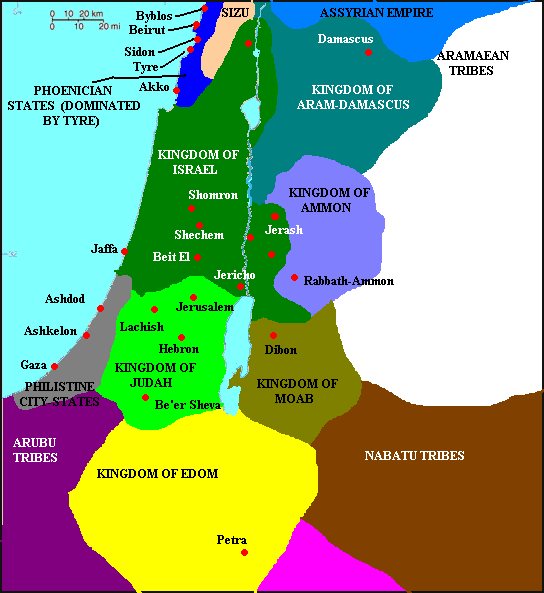
Mapa del Pròxim Orient el

El Regne d'Edom (אֱדוֹם) fou un regne del sud-oest de l'actual Jordània que va ocupar també part del sud d'Israel des d'aproximadament el segle XI aC fins al segle iii aC. La capital fou en un primer moment Sela, ciutat a l'est de Tofel (sembla que podria correspondre a un nucli originari de Petra d'Aràbia, però aquest punt no és clar), i després es traslladà a la pròxima Bosra. El seu port principal i centre de comerç i cultura fou Eilat. Tenia al nord Moab (del qual el separava el Wadi Zered), al sud la mar Roja, a l'oest el Sinaí i el seu límit est no es pot precisar. A la Bíblia és esmentat també com al País de Seir.
La zona fou poblada pels edomites, un poble semític que vivia al desert del Nègueb i a la vall de l'Aravah, terres on l'arena és vermella (Edom vol dir vermell en hebreu). La Bíblia situa el seu origen vers el 1700 o 1600 aC amb Esaú, germà del patriarca Jacob. A les inscripcions egípcies, els xosu o shosu (nom donat pels egipcis als beduïns ancestres dels edomites) són esmentats diverses vegades. Foren sotmesos per Ramsès II en la seva campanya a Palestina i Síria posterior a la batalla de Cadeix.
La seva religió és molt poc coneguda però com a altres semites probablement adoraven El, Baal, Ashera i probablement fins i tot Jahvè. Es coneix un déu nacional anomenat Kaus (potser el mateix Khemosh dels moabites) per noms personals i per una inscripció en un altar de Mamre.
L'arqueologia ha comprovat l'existència d'una població edomita o protoedomita al segle XI aC. Després de la derrota del segle ix aC, els edomites haurien estat sotmesos al Regne d'Israel (els darrers anys al de Judà) amb uns governadors o prefectes israelites. Vers el final del segle ix aC apareix un rei d'Edom però el més probable és que es tracti d'un jueu nomenat pel rei de Judà.
Poc després els edomites es van revoltar, van envair Judà aliats al Regne d'Ammon i al de Moab però foren rebutjats. Els edomites es van revoltar altra vegada contra Jehoram i van proclamar un rei nacional però Amasies els va derrotar i els va dominar novament, tot i que aquest nou domini hebreu fou molt precari i ben aviat tots els regnes de la zona van quedar absorbits per l'Imperi assiri.
Tres dels reis tributaris d'Edom són coneguts per les tauletes cuneïformes assíries: 
- Kausmalaka vers la dècada del 745 aC, en el regnat de Tiglath-Pileser III
- Malikrammu vers el 705 aC, en el regnat de Senaquerib
- Kausgabri vers el 680 aC, en el regnat d'Esarhaddon

| M17 | A2 | D46 | Z7 | G17 · D36 | T14 | N25 |

| M17 | A2 | D46 | Z7 | G17 · D36 | T14 | N25 |

En aquest temps les inscripcions egípcies parlen dels Aduma, que havien estès les seves possessions fins a les fronteres egípcies. I és en aquests temps, amb l'increment de les caravanes que des Egipte anaven cap a Mesopotàmia, o al revés, que anaven a Aràbia per l'anomenada ruta de l'encens, que es va incrementar el poder i riquesa del regne, que era pobre en terres cultivables però exportava sal i bàlsam (usat com a perfum als temples).
Enfonsat l'Imperi assiri el 612 aC, Edom va quedar sotmès a Babilònia i, durant el regnat de Nabucodonosor II, els edomites van participar en el saqueig de Jerusalem previ a la deportació forçosa de jueus a Babilònia. A canvi, se'ls va permetre establir-se a la regió al sud d'Hebron i Mareshah. Aquesta zona va formar la Idumea clàssica.
El territori històric del regne d'Edom, situat més al sud, fou conquerit pels àrabs nabateus després del 300 aC. En canvi, els edomites d'Idumea van existir com a grup diferenciat un segles més tard, primer dins l'imperi d'Alexandre el Gran i després com a aliats de Roma que els concedí poder a Judea, com per exemple, al noble Antípater l'idumeu.
En el temps de la revolta dels macabeus, Idumea tenia un governador selèucida anomenat Gorgias. Idumea fou conquerida per Judes Macabeu el 163 aC, però després va perdre el territori; Joan Hircà la va conquistar una altra vegada el 125 aC i va obligar els idumeus a observar la llei i ritus jueus. Els idumeus en aquest cas eren el pobladors edomites d'Idumea.
Al segle i aC Antipes fou governador d'Idumea. El 78 aC el va succeir Antípater l'idumeu que va ser el tronc de la casa d'Herodes i va governar Idumea fins al 43 aC; era d'origen ètnic edomita. Sota el seu fill Herodes el Gran, Idumea fou regida per una sèrie de governadors entre els quals el seu germà Josep (43-35) i el seu cunyat Costobarus. A la mort d'Herodes el 4 aC la regió fou incorporada als dominis romans.
Vers el 66 amb la Gran Revolta Jueva, Níger de Perea, Joshua ben Saphas Ha-kohen i Eleazar ben Hananiah van governar a Idumea. Quan Tit va assetjar Jerusalem, vint mil idumeus dirigits per Joan, Simó, Finehas i Jacob van anar a Jerusalem a lluitar al costat dels zelotes assetjats al temple. Aquest fet els costà la desaparició com a poble.
Sota els romans, en temps de l'emperador Trajà (106), es va formar la província de l'Aràbia Pètria. Els romans van anomenar la regió com a Idumea. La Gabalena fou unida a la Idumea i va formar part de la província romana de Palestina després dividida en Palestina Prima i Secunda i finalment en Prima, Secunda i Tertia al segle iv (Edom va quedar a la Tertia o Palestina Salutaris) amb les viles de Metrocomia (actual: al-Tafila), Mamopsora (actual: Busayra), Arindela (al-Arandal) i Rabatha (en hebreu: Rehoboth) de situació incerta totes elles. La seva part oriental va formar el limes romà contra els beduïns.
Tot i que la denominació geogràfica Idumea va seguir existint com a tal, els idumeus o edomites com a poble separat del jueu van desaparèixer.
Sota els àrabs la regió fou conquerida sense lluita per Yazid ibn Sufyan i la part oriental al sud del Wadi l-Hasa (riu de la part sud de la mar Morta) formada per terrenys muntanyosos de fins a 1400 metres, fou coneguda com a al-Jibal o al-Djibal (les Muntanyes). El territori d'al-Djibal va dependre del djund de Filistin o del de Damasc; els cantons de la zona eren Maab (capital Zughar) i Xurat (capital Adhrub). Despoblada progressivament, la regió fou considerada part del districte de Xarat que va tenir a Zughar com a capital. El nom Jibal va desaparèixer sota els mamelucs i els cantons d'al-Xawbak, Zughar i Maab van formar la part sud de la província de Síria.

## El Regne d'Edom a la Bíblia

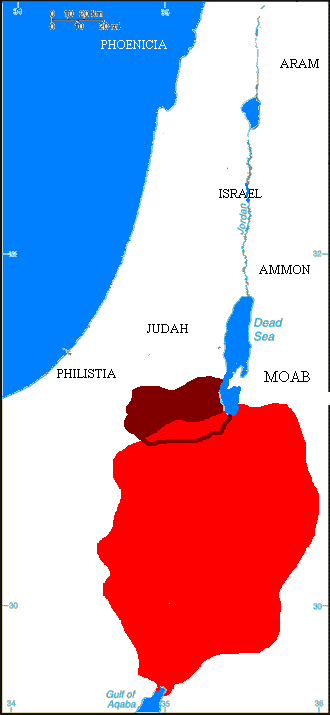
El Regne d'Edom (en vermell) i la zona clàssica d'Idumea (en vermell fosc)

La paraula Edom és hebrea i vol dir "vermell". La Bíblia hebrea explica que Esaú (també anomenat Edom), el fill del patriarca Isaac i germà del patriarca Jacob, va marxar de casa del seu pare i se'n va anar a viure a una terra on de la seva descendència en sorgiria la tribu dels edomites.
Segons la Bíblia, inicialment el poble no tenia un cap hereditari i quan els hebreus anaven cap a la terra promesa van demanar-los pas a través del regne. Els edomites els van negar la travessia pel seu país i els jueus, en comptes de fer-los la guerra, van vorejar els límits del regne d'Edom sense entrar-hi en cap moment bé perquè aquests eren massa forts o bé perquè Déu els va ordenar no fer la guerra.
El Rei David i el seu general Joab van derrotar els edomites a la Vall de la Sal (la mar Morta segurament) i el líder del poble, Hadad, va fugir a Egipte, però va tornar al cap d'un temps per aixecar una rebel·lió que va fracassar i va haver d'exiliar-se cap a Assíria.
Segons la Bíblia, els reis d'Edom foren:
- Esaú fill del patriarca Isaac
- Elifaz, fill de l'anterior
- Teman, fill de l'anterior
- Bela, fill de Beor, la seva ciutat es deia Dinhaba
- Jobab, fill de Zérah, de Bosra
- Huixam, de la terra dels temanites
- Adad, fill de Bedad, la seva ciutat es deia Avit
- Samlà de Masrecà
- Xaül de Rehovot-Anahar
- Baal-Hanan, fill d'Acbor
- Adar de Paú

El Regne d'Edom és conquerit pel rei David d'Israel després de la revolta d'Adad, fill d'Adar.

### Llista de reis d'Edom
- Domini egipci
  - Timnah
  - Aliah
  - Jetheth
  - Oholibamah
  - Elah
  - Pinon
  - Kenaz
  - Teman II
  - Mibzar
  - Magdiel
  - Iram
- A Israel (vers el 990-922 aC)
- A Judà (vers el 922-750 aC)
- Aiarammu (esmentat a les fonts assíries) (vers el 740 aC)
- Kausmalaka (vers 730 aC)
- A Assíria (724-612 aC)
  - Malikrammu (Melek Ram) (vers 705 aC)
  - Kausgabri (Kaus Geber) (vers 670 aC)
- A Babilònia (612-539 aC)
- Regne Independent (539- vers 275 aC)
- Als nabateus (vers 275 aC)

Al segle iii aC tot el regne d'Edom caigué en mans dels nabateus excepte la regió d'Idumea, que continuà existint com a poble fins al Setge de Jerusalem (70), quan es posaren a favor dels jueus i en contra de l'Imperi Romà.

## Cultura

### Llengua
La llengua edomita estava estretament relacionada amb l'hebreu, fins al punt de considerar-se una mera varietat dialectal. L'edomita es coneix només per un petit corpus, sobretot format per breus inscripcions i òstracons. S'escrivia mitjançant una variant de l'alfabet fenici fins al segle vi aC, quan passà a escriure's amb l'alfabet arameu.

### Literatura
S'ha especulat que el Llibre de Job, el primer dels llibres sapiencials de la Bíblia, s'escrigués o almenys s'originés en la cultura edomita.

## Ciutats
- Aelana
- Molada
- Meroz